# Peter Jahr

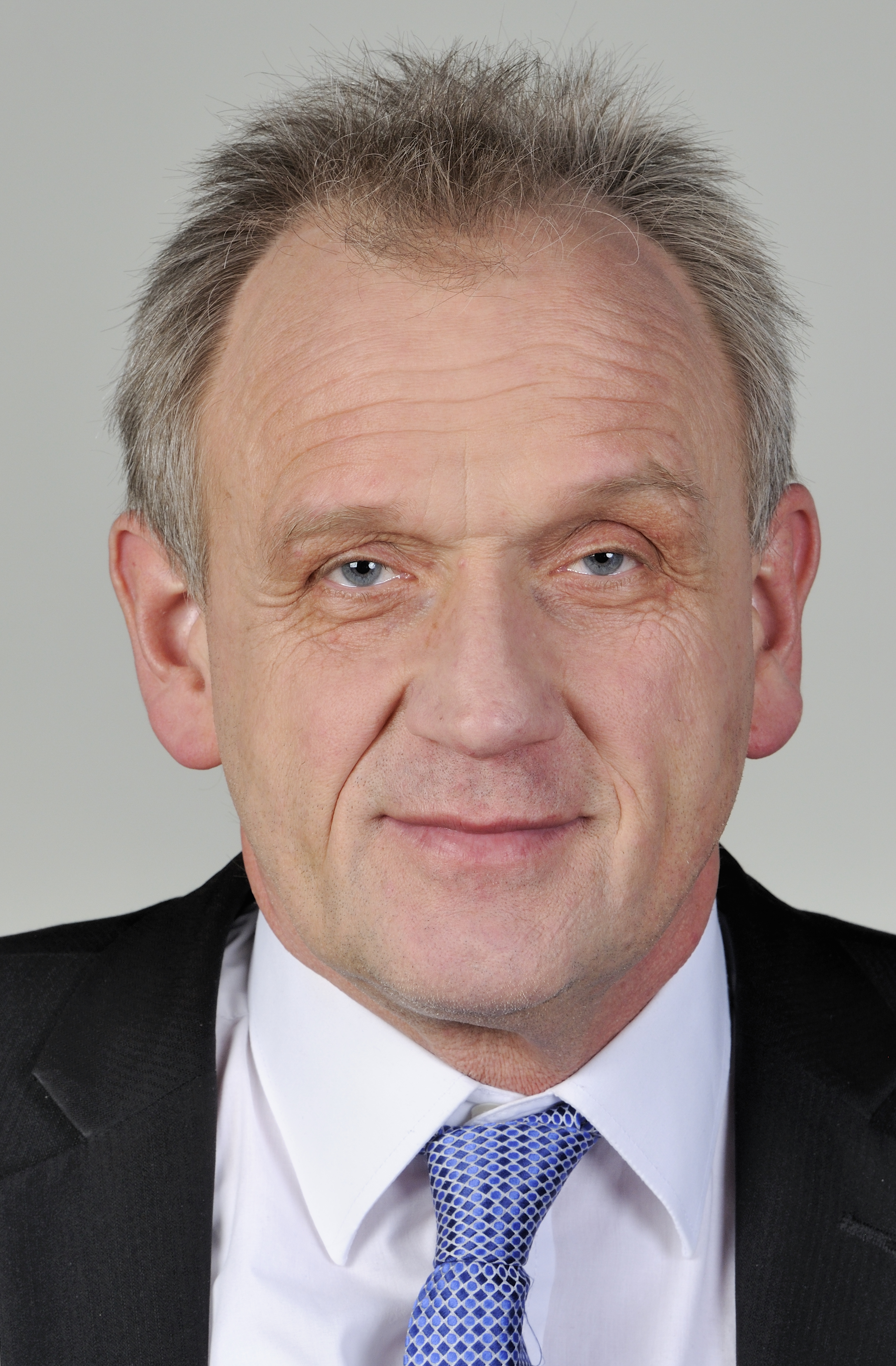
Peter Jahr (2014)

Dieter Peter Jahr (* 24. April 1959 in Burgstädt) ist ein deutscher Politiker (CDU, davor DBD). Er ist ehemaliges Mitglied des Sächsischen Landtages, des Deutschen Bundestages und des Europäischen Parlaments.

## Leben und Beruf
Nach dem Abitur 1977 an einer Erweiterten Oberschule (EOS) leistete Jahr seinen Wehrdienst bei der Nationalen Volksarmee ab und begann 1979 ein Studium der Landwirtschaft an der Karl-Marx-Universität Leipzig, welches er 1984 als Diplom-Landwirt beendete. Jahr war dann bis 1988 als wissenschaftlicher Mitarbeiter an der Universität Leipzig tätig. 1988 erfolgte hier auch seine Promotion zum Dr. agr. mit der Arbeit „Ökonomische Beurteilung ausgewählter Leistungsmerkmale der Rinderproduktion“. Danach war er als Ökonom in der Landwirtschaftlichen Produktionsgenossenschaft (LPG) „Justus von Liebig“ in Taura tätig. Nach der Wende übernahm er von 1990 bis 1995 die Geschäftsführung der Agrar GmbH in Taura. Seit 1995 ist er Landwirt im Nebenerwerb.
Peter Jahr ist verheiratet und hat vier Kinder.

## Partei
Jahr gehörte von 1988 bis 1990 der DDR-Blockpartei Demokratischen Bauernpartei Deutschlands (DBD) an, dessen Parteivorstand er ab Januar 1990 angehörte. Er trat 1990 in die CDU ein und war 1995 bis 2007 Vorsitzender des CDU-Kreisverbandes Mittweida.

## Abgeordneter
Jahr wurde 1994 Mitglied des Stadtrats von Lunzenau und des Kreistages des Landkreises Mittweida an. Von 1990 bis 2002 war er Abgeordneter des Sächsischen Landtages und dort agrarpolitischer Sprecher der CDU-Landtagsfraktion.
Er war von 2002 bis zu seinem Verzicht am 14. Juli 2009 Mitglied des Deutschen Bundestages und dort ab 2006 Beauftragter der CDU/CSU-Bundestagsfraktion für Tierschutz. Jahr zog stets als direkt gewählter Abgeordneter des Wahlkreises Döbeln – Mittweida – Meißen II in den Bundestag ein. Bei der Bundestagswahl 2005 erreichte er hier 38,9 Prozent der Erststimmen.
Bei den Europawahlen 2009 wurde Jahr in das Europäische Parlament gewählt, weshalb er sein Bundestagsmandat aufgab. 2014 und 2019 wurde er erneut ins Europaparlament gewählt. Bei der Europawahl 2024 trat er nicht erneut an.

## EU-Parlamentarier
Jahr war Mitglied des Vorstands der Fraktion der Europäischen Volkspartei (Christdemokraten).
Er war Mitglied im Ausschuss für Landwirtschaft und ländliche Entwicklung, im Petitionsausschuss, in der Delegation für die Beziehungen zu den Ländern der Andengemeinschaft und in der Delegation in der Parlamentarischen Versammlung Europa-Lateinamerika.
Stellvertreter war Jahr im Ausschuss für Umweltfragen, öffentliche Gesundheit und Lebensmittelsicherheit, im Untersuchungsausschuss zur Prüfung von behaupteten Verstößen gegen das Unionsrecht und Missständen bei der Anwendung desselben im Zusammenhang mit Geldwäsche, Steuervermeidung und Steuerhinterziehung (PANA) sowie in der Delegation im Parlamentarischen Assoziationsausschuss EU-Ukraine und in der Delegation in der Parlamentarischen Versammlung Euronest. Zur Europawahl am 9. Juni 2024 trat er auf eigenen Wunsch nicht wieder an.

## Nebenverdienste
Im Jahr 2014 veröffentlichte Transparency International eine Untersuchung, nach der Jahr, der Landwirt im Nebenerwerb ist, als Gesellschafter von sechs Firmen zwischen 9054 und 27.000 Euro monatlich verdienen soll. Er sei damit bezogen auf den Nebenverdienst Spitzenreiter aller deutschen EU-Abgeordneten.
Tatsächlich lagen Jahrs jährliche steuerpflichtige Nebeneinkünfte 2013 bei 1403  Euro bzw. 117 Euro im Monat, 2014 bei 36891 Euro bzw. 3075 Euro im Monat und 2015 bei 49500 Euro bzw. 4125 Euro im Monat, wie aus den von ihm veröffentlichten Steuerbescheiden des zuständigen Finanzamtes Mittweida hervorgeht.
Für die Jahre 2015 bis 2018 sind folgende Nebenerwerbs-Einkünfte laut der auf seiner Webseite veröffentlichten Steuererbescheide versteuert worden:
| Jahr     | aus Land- und Forstwirtschaft | aus Gewerbebetrieb | Summe                                             |
| -------- | ----------------------------- | ------------------ | ------------------------------------------------- |
| ab 2019  | - -                           | - -                | am 11.1.2024 keine Angaben auf der o. g. Webseite |
| 2018     | - 22.400                      | - 1.700            | - 24.100                                          |
| 2017     | - 10.265                      | + 39.765           | + 29.500                                          |
| 2016     | - 8.821                       | + 45.712           | + 36.891                                          |
| 2015     | - 22.400                      | + 23.803           | + 1.403                                           |
| vor 2015 | - -                           | - -                | am 11.1.2024 keine Angaben auf der o. g. Webseite |

## Veröffentlichungen
- Klare Aussagen zum Thema Einheit treffen. In: Parteivorstand der DBD (Hrsg.): Außerordentlicher Parteitag der Demokratischen Bauernpartei Deutschlands am 27. und 28. Januar 1990 in Berlin. Materialien, Teil II. Berlin 1990, Bezirksdruckerei „Erich Weinert“ Neubrandenburg, S. 28–29.